# Tolosà (comarca)
El Tolosà (en occità Tolosan, en francès Pays toulousain) és un Parçan o comarca d'Occitània situada al Llenguadoc. La seva vila principal és Tolosa de Llenguadoc.
Segons la proposta de divisió territorial d'Occitània del diari Jornalet, basada en l'obra de Frederic Zégierman Le Guide des pays de France, el Tolosà estaria ubicat a la regió del Llenguadoc, subregió de l'Alt Llenguadoc.
Oficialment, els municipis del Tolosà estan ubicats al nord del departament francès de l'Alta Garona.
Entre els pobles del Tolosà, a més de la capital, guarda un interès històric Muret, on defallí en el camp de batalla Pere el Catòlic, rei d'Aragó i Comte de Barcelona, el 1213, en el context de la croada albigesa.